# Invaginatie (gastrulatie)

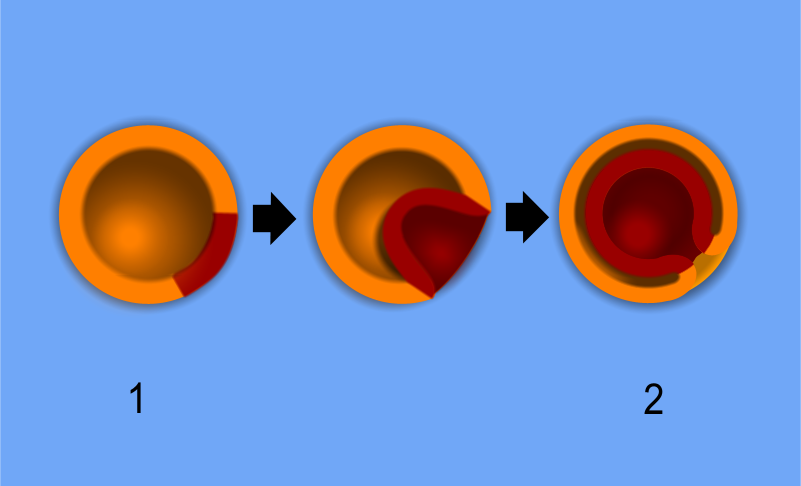
Vorming van een gastrula.
1) blastula, 2) gastrula; oranje - ectoderm, rood - endoderm (of endoblast) (afbeelding gemaakt door Pidalka44)

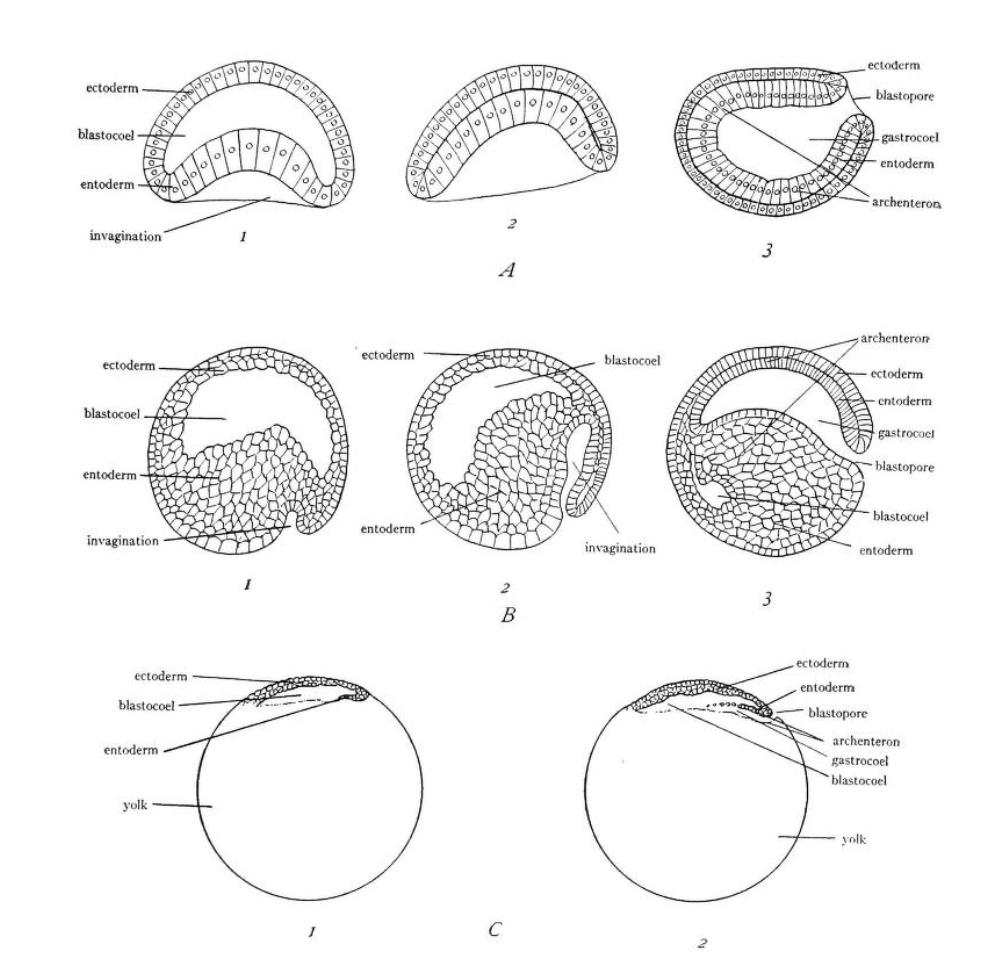
Gastrulatie bij: A: Lancetvisjes, B: Amfibiën, C: Reptielen en Vogels

Invaginatie is het instulpen van het beoogde endoderm naar het binnenste van de met vocht gevulde holte (blastocoel) van de blastula: door vervorming van cellen aan een pool van de blastula wordt een deel van de buitenwand ingestulpt. Dit is het begin van de gastrulatie. Het resultaat ziet er uit als een lekke voetbal die aan een kant is ingedrukt. Het gedeelte dat aan de binnenkant ligt, wordt vanaf dat moment met de term endoderm aangeduid. De binnenste holte, de primaire levensholte, wordt bij deze gebeurtenis ingesnoerd; deze uit endoderm bestaande deuk wordt met oerdarm of archenteron aangeduid.